# 快客速食
快客速食（法語：Quick）是法國知名國際連鎖快餐店，由比利時資深企業家 男爵 (Baron) François Vaxelaire於1971年創立 ，現今是歐洲最大的速食連鎖餐廳之一。2014年底統計在歐洲有495間分店，包括13間位於法國海外省的領土。
快速始建于1971年在比利时比利时莫里斯Cauwe（GB企业总裁），并已于2007年快速在欧洲推出了第一款快餐店变成一家法国公司.

## 歷史
快客最初成立兩個餐廳，一個在安特衛普郊區的斯霍滕，另一個在布魯塞爾南部的滑鐵盧。截至2010年12月31日，它經營超過400家餐館，包括法國，比利時，盧森堡，法國海外省留尼旺島，阿爾及利亞，摩洛哥和俄羅斯等地。這些餐館的72％是特許加盟店。在20世紀80年代中期及90年代初期，快客也開始擴展在英國與荷蘭的營運，例如倫敦的萊斯特廣場及鹿特丹分店，但後來都結束營業。

## 產品
快客的招牌菜單包括：
- 起司漢堡
- 超級起司漢堡
- 漢堡吐司
- 巨人漢堡
- 雞肉潛艇堡
- 燒烤培根潛艇堡
- 魚肉潛艇堡
- 烤奶酪三明治
- 雞翅
- 沙拉
- 優格
- 各式糕點、甜甜圈

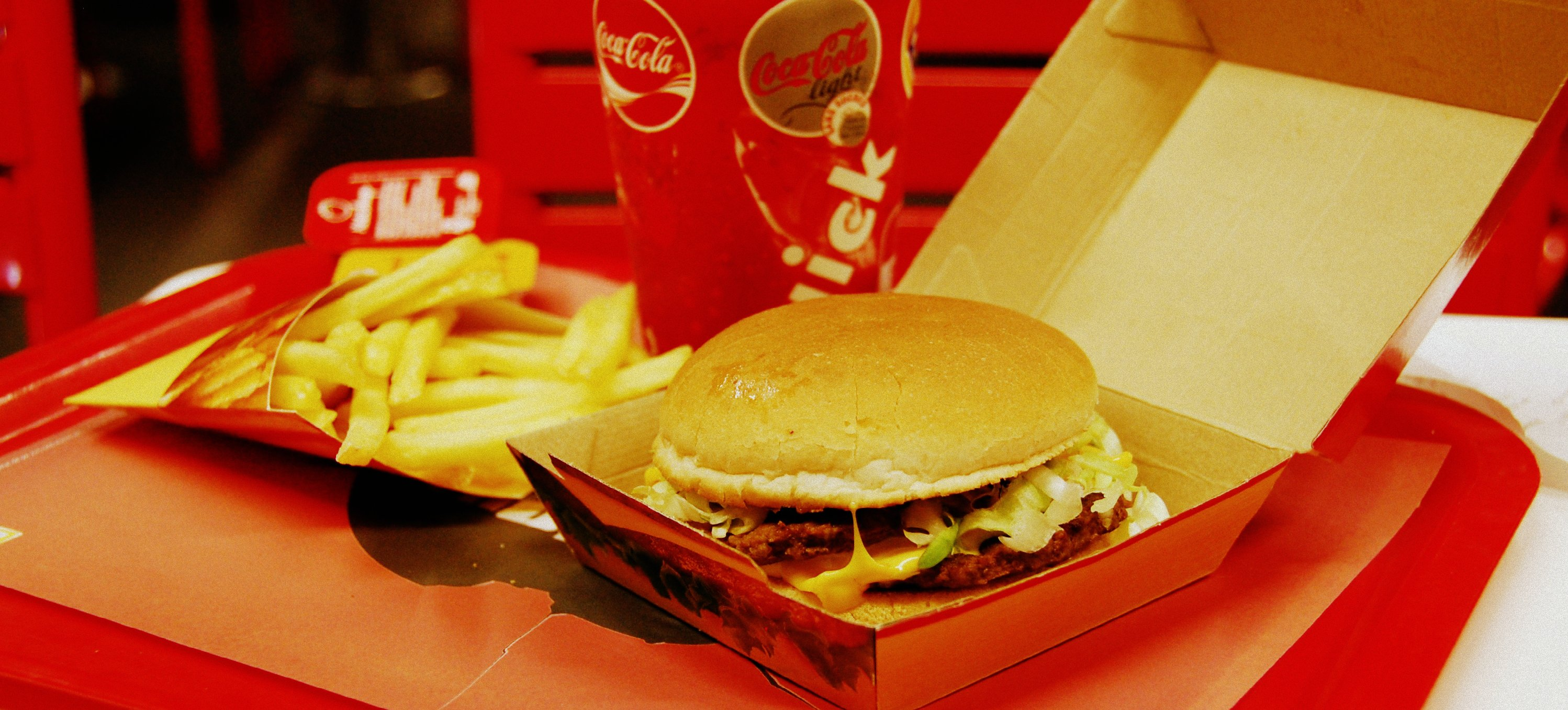
巨人漢堡是快客的招牌漢堡之一

快客速食並不幫顧客在薯條上撒調味料，反而直接讓顧客自行取用。他曾在90年代時經推出素食漢堡，但因為銷量不佳而停產，之後再次為素食者推出了烤奶酪三明治。
2010年2月，快客速食宣布法國8間直營店將提供清真菜單來滿足該國穆斯林人口，8月更增加到22間，引發法國國內各黨派像極右的民族陣線和執政黨人民運動聯盟的爭議。